# Michael Phillips (rugbista)
William Michael Phillips (Carmarthen, 29 agosto 1982) è un rugbista a 15 internazionale per il Galles con cui vanta 94 presenze.
In carriera ha ricoperto il ruolo di mediano di mischia e ha rappresentato anche i British Lions a livello di test match in due tour, nel 2009 e 2013.
Ritiratosi a settembre 2017, è ritornato in attività a copertura di ruoli vacanti negli Scarlets a novembre di quello stesso anno.

## Biografia
Phillips iniziò a giocare a livello giovanile nel ruolo di terza linea ala prima con la squadra del Whitland e in seguito con il Carmarthen.
Nel 2002 entrò nei Llanelli Scarlets nella neonata Celtic League.
L'anno seguente debuttò con il Galles contro la Romania segnando una meta.
Nel 2005 Mike Phillips firmò un nuovo contratto con i Cardiff Blues, squadra con la quale giocò fino al 2007.
Fu convocato da Gareth Jenkins alla Coppa del Mondo di rugby 2007, giocando da titolare la sola partita contro il Giappone. Nel frattempo cambiò nuovamente squadra unendosi agli Ospreys.
Nel 2008, sotto la guida del nuovo allenatore della nazionale gallese Warren Gatland, Phillips si impose tra i protagonisti del vittorioso Sei Nazioni giocando da mediano di mischia titolare. Segnò pure una meta nella partita inaugurale del torneo vinta 26-19 contro l'Inghilterra. Dopo i fasti sportivi, nell'ottobre 2008, Mike Phillips salì agli onori della cronaca per un'aggressione subita fuori da un nightclub di Cardiff. L'anno dopo venne convocato per il tour dei British and Irish Lions in Sudafrica, partecipando a tutti e tre i test match contro i padroni di casa e segnando una meta nella prima partita della serie persa 26-21.
Nel giugno 2011 Phillips si trasferì in Francia per giocare con il Bayonne. Una rissa notturna che lo vide coinvolto a Cardiff, contro il personale della sicurezza di un McDonald's, gli costò la sospensione dalla nazionale gallese impegnata nella preparazione per la Coppa del Mondo di rugby 2011. Nello stesso periodo ebbe fine la sua relazione sentimentale con la cantante gallese Duffy che si ritiene sia durata 20 mesi.
Mike Phillips giocò da titolare alla Coppa del Mondo 2011, edizione che vide il Galles arrivare quarto. Phillips segnò una meta nella partita dei quarti di finale vinta 22-10 contro l'Irlanda, e segnò pure un'altra meta nella semifinale persa 9-8 contro la Francia. Il mediano di mischia gallese confermò le sue ottime prestazioni a livello internazionale diventando uno dei protagonisti del Grande Slam del Galles al Sei Nazioni 2012 e del successivo vittorioso Sei Nazioni 2013. Convocato per il tour dei Lions in Australia, giocò nelle due vittoriose partite che decisero la serie contro i padroni di casa.
Nel novembre 2013 passò al Racing Métro. Fu selezionato, in sostituzione dell'infortunato Rhys Webb, per disputare la Coppa del Mondo di rugby 2015 senza però mai scendere in campo. In seguito annunciò il suo ritiro dal rugby internazionale.
Nel 2016, dopo cinque anni trascorsi in Francia, tornò a 34 anni in Gran Bretagna per iniziare una nuova esperienza in English Premiership con i Sale Sharks, al termine della quale si ritirò dall'attività; tuttavia, per coprire alcuni ruoli vacanti a causa di infortunio, è stato ingaggiato a novembre 2017 dagli Scarlets fino a fine stagione.

## Palmarès
- Campionati francesi: 1
Racing Métro 92: 2015-16
- Celtic League: 2
Scarlets: 2003-04
Ospreys: 2009-10